# Ava Astor
Ava Alice Muriel Astor (New York, 7 luglio 1902 – New York, 19 luglio 1956) è stata un'ereditiera americana e membro della famiglia Astor.

## Biografia
Ava era la figlia secondogenita, e unica figlia femmina, del colonnello John Jacob "Jack" Astor IV, e della sua prima moglie, Ava Lowle Willing. I suoi genitori divorziarono nel 1909. Nel settembre 1911, Ava e sua madre si trasferirono in Inghilterra dove studiò alla Notting Hill High School.

## Matrimoni

### Primo Matrimonio
Sposò, il 24 luglio 1924 alla Savoy Chapel di Londra, il principe Sergej Platonovič Obolenskij (3 novembre 1890–29 settembre 1978), figlio del generale Platon Sergeevič Obolenskij. Il matrimonio è stato considerato l'evento dell'anno in Inghilterra.
Suo fratello Vincent le regalò una residenza in pietra del revival palladiano nella sua tenuta vicino a Rhinebeck, New York. Ebbero due figli:
- Ivan Sergeevič (15 maggio 1925–29 gennaio 2019), sposò in prime nozze Claire McGinnis e in seconde nozze Mary Elizabeth Morris. Nel 1957 fondò con David McDowell la casa editrice «McDowell, Obolensky Inc.»[3];
- Sylvia Sergeevna (18 maggio 1931–27 giugno 1997)[4], sposò in prime nozze Jean-Louis Ganshof van der Meersch e in seconde nozze il principe Azamat Kadir Guirey.

La coppia divorziò nel 1932.

### Secondo Matrimonio
Sposò, il 21 gennaio 1933 a Newark, nel New Jersey, Raimund von Hofmannsthal (1906–1974), figlio di Hugo von Hofmannsthal. Si diceva che fosse il padre di Sylvia. Ebbero una figlia:
- Romana von Hofmannsthal (1935–16 ottobre 2014)[6], sposò Roderick McEwen[7][8], ebbero quattro figli.

Dal 1936 al 1937 ebbe una relazione con il coreografo inglese Sir Frederick Ashton, nonostante fosse gay. Alla fine Ava e Raimund divorziarono nel 1939, e Raimund in seguito sposò Lady Elizabeth Paget.

### Terzo Matrimonio
Sposò, il 27 marzo 1940 a Faversham, il giornalista Philip John Ryves Harding (1906-1972). Al momento del loro matrimonio, Harding, un cugino di Maxwell Eley, prestava servizio con una batteria antiaerea nell'esercito britannico. Ebbero una figlia:
- Emily Sophia Harding (28 dicembre 1941–8 settembre 2019), sposò in prime nozze Michael Zimmer, in seconde nozze Eric Glanbard e in terze nozze Clark Murray.

### Quarto Matrimonio
Sposò, il 12 maggio 1946 a Reading, nel Vermont, l'architetto David Pleydell-Bouverie (1911-1994), nipote di William Pleydell-Bouverie, V conte di Radnor. La coppia divorziò nel 1952.

## Morte
Ava morì di ictus nel suo appartamento al 219 di East Sixty-first Street, a Manhattan, il 19 luglio 1956. Era una mecenate delle arti, comprese le compagnie di balletto di Londra e New York.
Il suo testamento fu ammesso alla prova il 5 novembre 1956, presso la Manhattan Surrogate Court. I suoi beni, per un totale di $ 5.305.000, (equivalenti a circa $ 50.498.146 nel 2020 sono stati divisi tra i suoi quattro figli. Alla morte di sua madre nel 1958, i suoi figli ricevettero ulteriori $ 2.500.000 (equivalenti a circa $ 22.425.029 nel 2020).